# Golfe (Papouasie-Nouvelle-Guinée)
Pour les articles homonymes, voir Golf (homonymie), Golfe et Gulf.
Golfe (en anglais Gulf Province) est une province de la Papouasie-Nouvelle-Guinée appartenant à la région Papouasie.